# Copa Chile 2023
La Copa Chile 2023 fue la 43.a edición de la Copa Chile, la copa nacional de fútbol en el país. Fue auspiciada por Easy y conocida como la Copa Chile Easy por motivos de patrocinio. Colo Colo se adjudicó esta edición al vencer 3-1 a Magallanes en la final disputada el 13 de diciembre de 2023, en el Estadio Tierra de Campeones de Iquique, alcanzando así su 14° título y ganando el derecho de disputar la Supercopa 2024 frente a Huachipato, campeón de la Primera División 2023.
Las principales novedades fueron la inclusión en su totalidad de los equipos de la Tercera División A, es decir, participaron los catorce clubes que militan en dicha categoría (a excepción de Municipal Mejillones que desistió de participar). Además, participaron quince representantes regionales aficionados, en su mayoría campeones regionales vigentes.

## Modalidad
La Copa Chile 2023 contó con los equipos de Primera, Primera B, Segunda y Tercera División A y B, además de equipos regionales de la ANFA. Se dividió en dos fases, fase regional y fase nacional.
Fase Regional
Los equipos se divideron en cuatro zonas acorde su ubicación geográfica: Zona norte, Zona centro norte, Zona centro sur y Zona sur. Cada zona contara con 4 fases de eliminación directa, y todas serán a partido único exceptuando la final zonal. La conformación de las llaves fue diferente para cada zona, esto debido a la diferente cantidad de equipos que cada una tenía, el detalle de cada zona en el siguiente cuadro:
| Zonas        | Equipos participantes                                          | Sorteo de llaves |
| ------------ | -------------------------------------------------------------- | --- |
| Norte        | 16 clubes: 8 de la ANFP y 8 de la ANFA completando 8 llaves.   | Acorde cercanía geográfica y ranking histórico de la Copa Chile. |
| Centro norte | 16 clubes y 8 llaves por cada zona.                            | 4 cabezas de serie se eligieron por cada zona acorde a los mejores posicionados en el ranking histórico de la Copa Chile, el resto de los equipos se separaron en 3 bolilleros. - 4 equipos mejores posicionados subsequentes del ranking según su zona - 5 equipos mejores posicionados subsequentes del ranking según su zona - Clubes de la ANFA |
| Centro sur   | 16 clubes y 8 llaves por cada zona.                            | 4 cabezas de serie se eligieron por cada zona acorde a los mejores posicionados en el ranking histórico de la Copa Chile, el resto de los equipos se separaron en 3 bolilleros. - 4 equipos mejores posicionados subsequentes del ranking según su zona - 5 equipos mejores posicionados subsequentes del ranking según su zona - Clubes de la ANFA |
| Sur          | 16 clubes: 12 de la ANFP y 4 de la ANFA, completando 8 llaves. | Acorde cercanía geográfica y ranking histórico de la Copa Chile. |

La definición de las localías para los octavos de final, fue otorgada a los equipos de menor categoría de la llave, en caso de que ambos equipos fueran de la misma categoría, será local el equipo que tuviera mejor ubicación, en el ranking histórico de la Copa Chile. A partir de los cuartos de final, el equipo con mejor ranking será el local de la llave. En caso de que ambos equipos no tengan puntuación, la localía se definirá por sorteo. Para las finales de cada zona, el equipo mejor posicionado en el ranking, será local en el segundo partido.
Fase Nacional
Los cuatro ganadores de las zonas se enfrentaran en partidos de ida y vuelta por las semifinales de la fase nacional, las llaves fueron designadas de la siguiente forma: El campeón de la zona norte vs. campeón zona centro norte y el campeón de la zona centro sur vs. zona sur. La final se jugará a partido único el 12 de diciembre en el Estadio Tierra de Campeones de Iquique.

## Información
Esta es la lista de los 76 equipos de las diferentes categorías, que participarán en esta edición 2023 de la Copa Chile.

### Primera División
| Equipo               | Ciudad       | Estadio                    | Capacidad |
| -------------------- | ------------ | -------------------------- | --------- |
| Audax Italiano       | Santiago     | Bicentenario de La Florida | 12.000    |
| Cobresal             | El Salvador  | El Cobre                   | 12.000    |
| Colo-Colo            | Santiago     | Monumental                 | 47.347    |
| Coquimbo Unido       | Coquimbo     | Francisco Sánchez          | 18.750    |
| Curicó Unido         | Curicó       | La Granja                  | 8.278     |
| Deportes Copiapó     | Copiapó      | Luis Valenzuela            | 8.500     |
| Everton              | Viña del Mar | Sausalito                  | 21.000    |
| Huachipato           | Talcahuano   | Huachipato - CAP           | 10.500    |
| Magallanes           | San Bernardo | Luis Navarro               | 3.500     |
| Ñublense             | Chillán      | Nelson Oyarzún             | 12.000    |
| O'Higgins            | Rancagua     | El Teniente                | 14.000    |
| Palestino            | Santiago     | Municipal de La Cisterna   | 12.000    |
| Unión Española       | Santiago     | Santa Laura                | 19.887    |
| Unión La Calera      | La Calera    | Nicolás Chahuán            | 9.200     |
| Universidad Católica | Santiago     | Santa Laura                | 19.887    |
| Universidad de Chile | Santiago     | Santa Laura                | 19.887    |

### Primera B
| Equipo                    | Ciudad       | Estadio                   | Capacidad |
| ------------------------- | ------------ | ------------------------- | --------- |
| Barnechea                 | Santiago     | Municipal de Lo Barnechea | 2.500     |
| Cobreloa                  | Calama       | Zorros del Desierto       | 12.102    |
| Deportes Antofagasta      | Antofagasta  | Calvo y Bascuñán          | 21.100    |
| Deportes Iquique          | Iquique      | Tierra de Campeones       | 13.171    |
| Deportes La Serena        | La Serena    | La Portada                | 18.500    |
| Deportes Puerto Montt     | Puerto Montt | Chinquihue                | 10.000    |
| Deportes Recoleta         | Santiago     | Santa Laura               | 19.887    |
| Deportes Santa Cruz       | Santa Cruz   | Joaquín Muñoz             | 4.000     |
| Deportes Temuco           | Temuco       | Germán Becker             | 18.000    |
| Rangers                   | Talca        | Fiscal de Talca           | 16.000    |
| San Luis de Quillota      | Quillota     | Lucio Fariña              | 7.700     |
| San Marcos de Arica       | Arica        | Carlos Dittborn           | 14.373    |
| Santiago Morning          | Santiago     | Municipal de La Pintana   | 5.000     |
| Santiago Wanderers        | Valparaíso   | Elías Figueroa            | 21.568    |
| Unión San Felipe          | San Felipe   | Municipal de San Felipe   | 10.000    |
| Universidad de Concepción | Concepción   | Ester Roa                 | 33.000    |

### Segunda División
| Equipo              | Ciudad      | Estadio                  | Capacidad |
| ------------------- | ----------- | ------------------------ | --------- |
| Deportes Concepción | Concepción  | Ester Roa                | 33.000    |
| Deportes Limache    | Limache     | Lucio Fariña             | 7.700     |
| Deportes Linares    | Linares     | Tucapel Bustamante       | 4.000     |
| Deportes Melipilla  | Melipilla   | Roberto Bravo            | 6.500     |
| Deportes Rengo      | Rengo       | Guillermo Guzmán         | 3.000     |
| Deportes Valdivia   | Valdivia    | Parque Municipal         | 5.000     |
| Fernández Vial      | Concepción  | Ester Roa                | 33.000    |
| General Velásquez   | San Vicente | Augusto Rodríguez        | 3.000     |
| Iberia              | Los Ángeles | Municipal de Los Ángeles | 4.150     |
| Lautaro de Buin     | Buin        | Lautaro de Buin          | 3.000     |
| Provincial Osorno   | Osorno      | Rubén Marcos             | 11.000    |
| Real San Joaquín    | Santiago    | Municipal de San Joaquín | 3.500     |
| San Antonio Unido   | San Antonio | Lucio Fariña             | 7.700     |
| Trasandino          | Los Andes   | Regional de Los Andes    | 3.300     |

### Tercera División
| Equipo                | Ciudad       | Estadio                  | Capacidad |
| --------------------- | ------------ | ------------------------ | --------- |
| Aguará                | Santiago     | Municipal de Peñalolen   | 1.500     |
| Brujas de Salamanca   | Salamanca    | Municipal de Salamanca   | 3.000     |
| Chimbarongo FC        | Chimbarongo  | Municipal de Chimbarongo | 1.500     |
| Colchagua             | San Fernando | Jorge Silva              | 7.200     |
| Comunal Cabrero       | Cabrero      | Luis Figueroa            | 3.500     |
| Concón National       | Concón       | Atlético Municipal       | 3.000     |
| Deportes Colina       | Colina       | Manuel Rojas             | 4.000     |
| Deportes Quillón      | Quillón      | Colegio Quillón          | 1.000     |
| Municipal Puente Alto | Puente Alto  | Municipal de Puente Alto | 1.900     |
| Provincial Ovalle     | Ovalle       | Diaguita                 | 5.160     |
| Provincial Ranco      | La Unión     | Carlos Vogel             | 4.000     |
| Quintero Unido        | Quintero     | Raúl Vargas              | 2.500     |
| Rancagua Sur          | Rancagua     | Patricio Mekis           | 2.000     |
| Santiago City         | Santiago     | Municipal de Las Condes  | 1.600     |
| Unión Compañías       | La Serena    | La Portada               | 18.500    |

### Regionales
| Equipo                 | Ciudad           | Estadio                    | Capacidad |
| ---------------------- | ---------------- | -------------------------- | --------- |
| Bories                 | Puerto Natales   | Víctor Bórquez             | 1.000     |
| Constitución FC        | Constitución     | Enrique Donn               | 2.060     |
| Eléctrico Refinería    | Calama           | Zorros del Desierto        | 12.102    |
| Ferroviario Comercial  | Las Cabras       | Augusto Rodríguez          | 3.000     |
| Gol y Gol de Vivanco   | Río Bueno        | Bicentenario de Río Bueno  | 1.000     |
| Juventud Unida         | Dalcahue         | Municipal de Castro        | 4.000     |
| La Higuera             | La Ligua         | Enrique Döll               | 1.000     |
| Liga Universitaria     | Coyhaique        | Municipal de Coyhaique     | 490       |
| Ojanco                 | Tierra Amarilla  | Eladio Rojas               | 3.000     |
| Población Los Nogales  | Estación Central | Bicentenario de La Florida | 12.000    |
| San Antonio Unido      | Temuco           | Germán Becker              | 18.000    |
| Teniente Merino        | Concepción       | Ester Roa                  | 33.000    |
| Trasandino de Socoroma | Arica            | Carlos Dittborn            | 14.373    |
| Unión                  | Iquique          | Tierra de Campeones        | 13.171    |
| Unión Bellavista       | Coquimbo         | Francisco Sánchez          | 18.750    |

## Fase Preliminar
Cada asociación regional tuvo la libertad de elegir los términos de clasificación de su representante. Las asociaciones de Aysén y Magallanes decidieron realizar una fase de eliminatoria que se expone a continuación.

### Región de Aysén
| Equipo 1 | Global | Equipo 2           | Ida   | Vuelta |
| -------- | ------ | ------------------ | ----- | ------ |
| Vialidad | 6 — 9  | Liga Universitaria | 2 — 6 | 4 — 3  |

### Región de Magallanes
|  | Cuartos      | Cuartos          | Cuartos               |                       |              | Semifinal    | Semifinal   | Semifinal   |       |  | Final | Final | Final |  |
|  |              |                  |                       |                       |              |              |             |             |       |  |       |       |       |  |
|  |              |                  |                       |                       |              |              |             |             |       |  |       |       |       |  |
|  | Sokol Croata | Sokol Croata     | 2                     |                       |              |              |             |             |       |  |       |       |       |  |
|  | Sokol Croata | Sokol Croata     | 2                     |                       |              |              |             |             |       |  |       |       |       |  |
|  | Magallanes   | Magallanes       | 1                     |                       |              |              |             |             |       |  |       |       |       |  |
|  | Magallanes   | Magallanes       | 1                     |                       | Sokol Croata | Sokol Croata | 2           |             |       |  |       |       |       |  |
|  |              |                  |                       |                       | Sokol Croata | Sokol Croata | 2           |             |       |  |       |       |       |  |
|  |              |                  | Bories                | Bories                | 3            |              |             |             |       |  |       |       |       |  |
|  |              |                  | Bories                | Bories                | 3            |              |             |             |       |  |       |       |       |  |
|  |              |                  |                       |                       |              |              |             |             |       |  |       |       |       |  |
|  |              |                  |                       |                       |              |              |             |             |       |  |       |       |       |  |
|  |              |                  |                       |                       |              |              | Bories (p.) | Bories (p.) | 1 (4) |  |       |       |       |  |
|  |              |                  |                       |                       |              |              |             |             | 1 (4) |  |       |       |       |  |
|  |              |                  | Estrella del Sur      | Estrella del Sur      | 1 (3)        |              |             |             |       |  |       |       |       |  |
|  |              |                  | Estrella del Sur      | Estrella del Sur      | 1 (3)        |              |             |             |       |  |       |       |       |  |
|  |              |                  |                       |                       |              |              |             |             |       |  |       |       |       |  |
|  |              |                  |                       |                       |              |              |             |             |       |  |       |       |       |  |
|  |              | Unión San Felipe | Unión San Felipe      | 1 (4)                 |              |              |             |             |       |  |       |       |       |  |
|  |              |                  |                       | 1 (4)                 |              |              |             |             |       |  |       |       |       |  |
|  |              |                  | Estrella del Sur (p.) | Estrella del Sur (p.) | 1 (5)        |              |             |             |       |  |       |       |       |  |
|  |              |                  | Estrella del Sur (p.) | Estrella del Sur (p.) | 1 (5)        |              |             |             |       |  |       |       |       |  |
|  |              |                  |                       |                       |              |              |             |             |       |  |       |       |       |  |
|  |              |                  |                       |                       |              |              |             |             |       |  |       |       |       |  |
|  |              |                  |                       |                       |              |              |             |             |       |  |       |       |       |  |
|  |              |                  |                       |                       |              |              |             |             |       |  |       |       |       |  |

## Fase Previa

### Previa Regionales
| Local              | Resultado        | Visita                |
| ------------------ | ---------------- | --------------------- |
| Unión Bellavista   | 6 - 0            | La Higuera            |
| Constitución FC    | 0 - 1            | Ferroviario Comercial |
| San Antonio Unido  | 1 - 2            | Teniente Merino       |
| Juventud Unida     | 1 - 1 (3 - 5 p.) | Gol y Gol de Vivanco  |
| Liga Universitaria | 1 - 1 (2 - 4 p.) | Bories                |

### Previa Tercera División
| Equipo 1              | Global | Equipo 2             | Ida   | Vuelta |
| --------------------- | ------ | -------------------- | ----- | ------ |
| Provincial Ovalle     | 7 - 1  | Brujas de Salamanca  | 5 - 0 | 2 - 1  |
| Quintero Unido        | 4 - 3  | Concón National      | 1 - 0 | 3 - 3  |
| Santiago City         | 11 - 2 | Aguará               | 9 - 1 | 2 - 1  |
| Municipal Puente Alto | 0 - 4  | Deportes Colina      | 0 - 3 | 0 - 1  |
| Rancagua Sur          | 2 - 3  | Chimbarongo FC       | 1 - 0 | 1 - 3  |
| Deportes Quillón      | 1 - 4  | Colchagua            | 1 - 4 | 0 - 0  |
| Comunal Cabrero       | 3 - 1  | Provincial Ranco     | 2 - 1 | 1 - 0  |
| Unión Compañías       | 7 - 1  | Municipal Mejillones | 5 - 0 | 2 - 1  |

## Fase Regional

### Zona Norte
| Local                  | Resultado | Visita               |
| ---------------------- | --------- | -------------------- |
| Trasandino de Socoroma | 0 - 5     | San Marcos de Arica  |
| Unión Iquique          | 0 - 5     | Deportes Iquique     |
| Eléctrico Refinería    | 1 - 6     | Deportes Antofagasta |
| Ojanco                 | 0 - 5     | Cobreloa             |
| Unión Bellavista       | 1 - 5     | Cobresal             |
| Provincial Ovalle      | 1 - 2     | Deportes Copiapó     |
| Unión Compañías        | 1 - 3     | Deportes La Serena   |
| Quintero Unido         | 1 - 4     | Coquimbo Unido       |

|  | Cuartos de final  | Cuartos de final     | Cuartos de final  |                |       | Semifinales                | Semifinales                | Semifinales                |  |    | Final                                    | Final                                    | Final                                    | Final                                    | Final                                    |  |
|  | 22 al 26 de junio | 22 al 26 de junio    | 22 al 26 de junio |                |       | 1 de julio al 16 de agosto | 1 de julio al 16 de agosto | 1 de julio al 16 de agosto |  |    | 20 de agosto (ida) 23 de agosto (vuelta) | 20 de agosto (ida) 23 de agosto (vuelta) | 20 de agosto (ida) 23 de agosto (vuelta) | 20 de agosto (ida) 23 de agosto (vuelta) | 20 de agosto (ida) 23 de agosto (vuelta) |  |
|  |                   |                      |                   |                |       |                            |                            |                            |  |    |                                          |                                          |                                          |                                          |                                          |  |
|  |                   |                      |                   |                |       |                            |                            |                            |  |    |                                          |                                          |                                          |                                          |                                          |  |
|  | 30                | San Marcos de Arica  | 4                 |                |       |                            |                            |                            |  |    |                                          |                                          |                                          |                                          |                                          |  |
|  | 30                | San Marcos de Arica  | 4                 |                |       |                            |                            |                            |  |    |                                          |                                          |                                          |                                          |                                          |  |
|  | 21                | Deportes Iquique     | 0                 |                |       |                            |                            |                            |  |    |                                          |                                          |                                          |                                          |                                          |  |
|  | 21                | Deportes Iquique     | 0                 |                | 30    | San Marcos de Arica        | 0 (2)                      |                            |  |    |                                          |                                          |                                          |                                          |                                          |  |
|  |                   |                      |                   |                | 30    | San Marcos de Arica        | 0 (2)                      |                            |  |    |                                          |                                          |                                          |                                          |                                          |  |
|  |                   |                      | 12                | Cobreloa       | 0 (4) |                            |                            |                            |  |    |                                          |                                          |                                          |                                          |                                          |  |
|  | 13                | Deportes Antofagasta | 12                | Cobreloa       | 0 (4) | 0                          |                            |                            |  |    |                                          |                                          |                                          |                                          |                                          |  |
|  | 13                | Deportes Antofagasta |                   |                |       |                            |                            |                            |  |    |                                          |                                          |                                          |                                          |                                          |  |
|  | 12                | Cobreloa             | 2                 |                |       |                            |                            |                            |  |    |                                          |                                          |                                          |                                          |                                          |  |
|  | 12                | Cobreloa             | 2                 |                |       |                            |                            |                            |  | 12 | Cobreloa                                 | 3                                        | 4                                        | 7                                        |                                          |  |
|  |                   |                      |                   |                |       |                            |                            |                            |  | 12 | Cobreloa                                 | 3                                        | 4                                        | 7                                        |                                          |  |
|  |                   |                      | 15                | Cobresal       | 1     | 2                          | 3                          |                            |  |    |                                          |                                          |                                          |                                          |                                          |  |
|  | 15                | Cobresal             | 15                | Cobresal       | 1     | 2                          | 3                          | 3                          |  |    |                                          |                                          |                                          |                                          |                                          |  |
|  | 15                | Cobresal             |                   |                |       |                            |                            | 3                          |  |    |                                          |                                          |                                          |                                          |                                          |  |
|  | 29                | Deportes Copiapó     | 0                 |                |       |                            |                            |                            |  |    |                                          |                                          |                                          |                                          |                                          |  |
|  | 29                | Deportes Copiapó     | 0                 |                | 15    | Cobresal                   | 2                          |                            |  |    |                                          |                                          |                                          |                                          |                                          |  |
|  |                   |                      |                   |                | 15    | Cobresal                   | 2                          |                            |  |    |                                          |                                          |                                          |                                          |                                          |  |
|  |                   |                      | 11                | Coquimbo Unido | 0     |                            |                            |                            |  |    |                                          |                                          |                                          |                                          |                                          |  |
|  | 25                | Deportes La Serena   | 11                | Coquimbo Unido | 0     | 1 (2)                      |                            |                            |  |    |                                          |                                          |                                          |                                          |                                          |  |
|  | 25                | Deportes La Serena   |                   |                |       |                            |                            |                            |  |    |                                          |                                          |                                          |                                          |                                          |  |
|  | 11                | Coquimbo Unido       | 1 (4)             |                |       |                            |                            |                            |  |    |                                          |                                          |                                          |                                          |                                          |  |
|  | 11                | Coquimbo Unido       | 1 (4)             |                |       |                            |                            |                            |  |    |                                          |                                          |                                          |                                          |                                          |  |
|  |                   |                      |                   |                |       |                            |                            |                            |  |    |                                          |                                          |                                          |                                          |                                          |  |

El equipo con el menor número de orden es el que definirá la serie como local.
|                                     |
| Bandera de la Región de Antofagasta |
| Ganador Zona Norte Cobreloa         |

### Zona Centro Norte
| Local             | Resultado        | Visita               |
| ----------------- | ---------------- | -------------------- |
| Santiago City     | 0 - 2            | Colo-Colo            |
| Trasandino        | 1 - 1 (3 - 4 p.) | Unión La Calera      |
| Deportes Limache  | 1 - 3            | Palestino            |
| San Antonio Unido | 0 - 0 (2 - 4 p.) | Santiago Morning     |
| Deportes Colina   | 1 - 1 (2 - 4 p.) | Universidad Católica |
| Real San Joaquín  | 0 - 3            | Santiago Wanderers   |
| Población Nogales | 1 - 7            | Everton              |
| Unión San Felipe  | 1 - 1 (5 - 3 p.) | San Luis de Quillota |

|  | Cuartos de final | Cuartos de final     | Cuartos de final |                      |       | Semifinales          | Semifinales      | Semifinales      |  |   | Final                                    | Final                                    | Final                                    | Final                                    | Final                                    |  |
|  | 22 al 4 de julio | 22 al 4 de julio     | 22 al 4 de julio |                      |       | 2 al 9 de agosto     | 2 al 9 de agosto | 2 al 9 de agosto |  |   | 16 de agosto (ida) 20 de agosto (vuelta) | 16 de agosto (ida) 20 de agosto (vuelta) | 16 de agosto (ida) 20 de agosto (vuelta) | 16 de agosto (ida) 20 de agosto (vuelta) | 16 de agosto (ida) 20 de agosto (vuelta) |  |
|  |                  |                      |                  |                      |       |                      |                  |                  |  |   |                                          |                                          |                                          |                                          |                                          |  |
|  |                  |                      |                  |                      |       |                      |                  |                  |  |   |                                          |                                          |                                          |                                          |                                          |  |
|  | 1                | Colo-Colo            | 6                |                      |       |                      |                  |                  |  |   |                                          |                                          |                                          |                                          |                                          |  |
|  | 1                | Colo-Colo            | 6                |                      |       |                      |                  |                  |  |   |                                          |                                          |                                          |                                          |                                          |  |
|  | 20               | Unión La Calera      | 1                |                      |       |                      |                  |                  |  |   |                                          |                                          |                                          |                                          |                                          |  |
|  | 20               | Unión La Calera      | 1                |                      | 1     | Colo-Colo            | 1                |                  |  |   |                                          |                                          |                                          |                                          |                                          |  |
|  |                  |                      |                  |                      | 1     | Colo-Colo            | 1                |                  |  |   |                                          |                                          |                                          |                                          |                                          |  |
|  |                  |                      | 9                | Palestino            | 0     |                      |                  |                  |  |   |                                          |                                          |                                          |                                          |                                          |  |
|  | 9                | Palestino            | 9                | Palestino            | 0     | 5                    |                  |                  |  |   |                                          |                                          |                                          |                                          |                                          |  |
|  | 9                | Palestino            |                  |                      |       |                      |                  |                  |  |   |                                          |                                          |                                          |                                          |                                          |  |
|  | 23               | Santiago Morning     | 4                |                      |       |                      |                  |                  |  |   |                                          |                                          |                                          |                                          |                                          |  |
|  | 23               | Santiago Morning     | 4                |                      |       |                      |                  |                  |  | 1 | Colo-Colo                                | 0                                        | 1                                        | 1                                        |                                          |  |
|  |                  |                      |                  |                      |       |                      |                  |                  |  | 1 | Colo-Colo                                | 0                                        | 1                                        | 1                                        |                                          |  |
|  |                  |                      | 6                | Universidad Católica | 0     | 0                    | 0                |                  |  |   |                                          |                                          |                                          |                                          |                                          |  |
|  | 6                | Universidad Católica | 6                | Universidad Católica | 0     | 0                    | 0                | 2                |  |   |                                          |                                          |                                          |                                          |                                          |  |
|  | 6                | Universidad Católica |                  |                      |       |                      |                  | 2                |  |   |                                          |                                          |                                          |                                          |                                          |  |
|  | 16               | Santiago Wanderers   | 0                |                      |       |                      |                  |                  |  |   |                                          |                                          |                                          |                                          |                                          |  |
|  | 16               | Santiago Wanderers   | 0                |                      | 6     | Universidad Católica | 0 (5)            |                  |  |   |                                          |                                          |                                          |                                          |                                          |  |
|  |                  |                      |                  |                      | 6     | Universidad Católica | 0 (5)            |                  |  |   |                                          |                                          |                                          |                                          |                                          |  |
|  |                  |                      | 7                | Everton              | 0 (4) |                      |                  |                  |  |   |                                          |                                          |                                          |                                          |                                          |  |
|  | 7                | Everton              | 7                | Everton              | 0 (4) | 5                    |                  |                  |  |   |                                          |                                          |                                          |                                          |                                          |  |
|  | 7                | Everton              |                  |                      |       |                      |                  |                  |  |   |                                          |                                          |                                          |                                          |                                          |  |
|  | 22               | Unión San Felipe     | 1                |                      |       |                      |                  |                  |  |   |                                          |                                          |                                          |                                          |                                          |  |
|  | 22               | Unión San Felipe     | 1                |                      |       |                      |                  |                  |  |   |                                          |                                          |                                          |                                          |                                          |  |
|  |                  |                      |                  |                      |       |                      |                  |                  |  |   |                                          |                                          |                                          |                                          |                                          |  |

El equipo con el menor número de orden es el que definirá la serie como local.
|                                                |
| Bandera de la Región Metropolitana de Santiago |
| Ganador Zona Centro Norte Colo-Colo            |

### Zona Centro Sur
| Local                 | Resultado        | Visita               |
| --------------------- | ---------------- | -------------------- |
| Chimbarongo FC        | 0 - 10           | Universidad de Chile |
| General Velásquez     | 1 - 2            | O'Higgins            |
| Deportes Recoleta     | 2 - 3            | Audax Italiano       |
| Deportes Rengo        | 1 - 0            | Curicó Unido         |
| Colchagua             | 1 - 6            | Unión Española       |
| Lautaro de Buin       | 1 - 2            | Barnechea            |
| Ferroviario Comercial | 0 - 6            | Magallanes           |
| Deportes Melipilla    | 0 - 0 (3 - 4 p.) | Deportes Santa Cruz  |

|  | Cuartos de final           | Cuartos de final           | Cuartos de final           |                |    | Semifinales               | Semifinales               | Semifinales               |  |    | Final                                    | Final                                    | Final                                    | Final                                    | Final                                    |  |
|  | 21 de junio al 12 de julio | 21 de junio al 12 de julio | 21 de junio al 12 de julio |                |    | 3 de julio al 2 de agosto | 3 de julio al 2 de agosto | 3 de julio al 2 de agosto |  |    | 15 de agosto (ida) 19 de agosto (vuelta) | 15 de agosto (ida) 19 de agosto (vuelta) | 15 de agosto (ida) 19 de agosto (vuelta) | 15 de agosto (ida) 19 de agosto (vuelta) | 15 de agosto (ida) 19 de agosto (vuelta) |  |
|  |                            |                            |                            |                |    |                           |                           |                           |  |    |                                          |                                          |                                          |                                          |                                          |  |
|  |                            |                            |                            |                |    |                           |                           |                           |  |    |                                          |                                          |                                          |                                          |                                          |  |
|  | 2                          | Universidad de Chile       | 0 (3)                      |                |    |                           |                           |                           |  |    |                                          |                                          |                                          |                                          |                                          |  |
|  | 2                          | Universidad de Chile       | 0 (3)                      |                |    |                           |                           |                           |  |    |                                          |                                          |                                          |                                          |                                          |  |
|  | 14                         | O'Higgins                  | 0 (5)                      |                |    |                           |                           |                           |  |    |                                          |                                          |                                          |                                          |                                          |  |
|  | 14                         | O'Higgins                  | 0 (5)                      |                | 14 | O'Higgins                 | 2                         |                           |  |    |                                          |                                          |                                          |                                          |                                          |  |
|  |                            |                            |                            |                | 14 | O'Higgins                 | 2                         |                           |  |    |                                          |                                          |                                          |                                          |                                          |  |
|  |                            |                            | 8                          | Audax Italiano | 0  |                           |                           |                           |  |    |                                          |                                          |                                          |                                          |                                          |  |
|  | 8                          | Audax Italiano             | 8                          | Audax Italiano | 0  | 2                         |                           |                           |  |    |                                          |                                          |                                          |                                          |                                          |  |
|  | 8                          | Audax Italiano             |                            |                |    |                           |                           |                           |  |    |                                          |                                          |                                          |                                          |                                          |  |
|  | 48                         | Deportes Rengo             | 1                          |                |    |                           |                           |                           |  |    |                                          |                                          |                                          |                                          |                                          |  |
|  | 48                         | Deportes Rengo             | 1                          |                |    |                           |                           |                           |  | 14 | O'Higgins                                | 3                                        | 1                                        | 4 (3)                                    |                                          |  |
|  |                            |                            |                            |                |    |                           |                           |                           |  | 14 | O'Higgins                                | 3                                        | 1                                        | 4 (3)                                    |                                          |  |
|  |                            |                            | 5                          | Magallanes     | 2  | 2                         | 4 (5)                     |                           |  |    |                                          |                                          |                                          |                                          |                                          |  |
|  | 3                          | Unión Española             | 5                          | Magallanes     | 2  | 2                         | 4 (5)                     | 2                         |  |    |                                          |                                          |                                          |                                          |                                          |  |
|  | 3                          | Unión Española             |                            |                |    |                           |                           | 2                         |  |    |                                          |                                          |                                          |                                          |                                          |  |
|  | 24                         | Barnechea                  | 0                          |                |    |                           |                           |                           |  |    |                                          |                                          |                                          |                                          |                                          |  |
|  | 24                         | Barnechea                  | 0                          |                | 3  | Unión Española            | 1                         |                           |  |    |                                          |                                          |                                          |                                          |                                          |  |
|  |                            |                            |                            |                | 3  | Unión Española            | 1                         |                           |  |    |                                          |                                          |                                          |                                          |                                          |  |
|  |                            |                            | 5                          | Magallanes     | 2  |                           |                           |                           |  |    |                                          |                                          |                                          |                                          |                                          |  |
|  | 5                          | Magallanes                 | 5                          | Magallanes     | 2  | 3                         |                           |                           |  |    |                                          |                                          |                                          |                                          |                                          |  |
|  | 5                          | Magallanes                 |                            |                |    |                           |                           |                           |  |    |                                          |                                          |                                          |                                          |                                          |  |
|  | 37                         | Deportes Santa Cruz        | 0                          |                |    |                           |                           |                           |  |    |                                          |                                          |                                          |                                          |                                          |  |
|  | 37                         | Deportes Santa Cruz        | 0                          |                |    |                           |                           |                           |  |    |                                          |                                          |                                          |                                          |                                          |  |
|  |                            |                            |                            |                |    |                           |                           |                           |  |    |                                          |                                          |                                          |                                          |                                          |  |

El equipo con el menor número de orden es el que definirá la serie como local.
|                                                |
| Bandera de la Región Metropolitana de Santiago |
| Ganador Zona Centro Sur Magallanes             |

### Zona Sur
| Local                | Resultado        | Visita                    |
| -------------------- | ---------------- | ------------------------- |
| Comunal Cabrero      | 3 - 0            | Ñublense                  |
| Deportes Linares     | 1 - 2            | Rangers                   |
| Iberia               | 0 - 2            | Universidad de Concepción |
| Fernández Vial       | 1 - 1 (4 - 2 p.) | Deportes Concepción       |
| Teniente Merino      | 1 - 3            | Huachipato                |
| Gol y Gol de Vivanco | 0 - 2            | Deportes Temuco           |
| Bories               | 0 - 3            | Deportes Puerto Montt     |
| Deportes Valdivia    | 2 - 2 (6 - 7 p.) | Provincial Osorno         |

|  | Cuartos de final          | Cuartos de final          | Cuartos de final          |                           |    | Semifinales      | Semifinales      | Semifinales      |  |    | Final                                   | Final                                   | Final                                   | Final                                   | Final                                   |  |
|  | 25 de junio al 4 de julio | 25 de junio al 4 de julio | 25 de junio al 4 de julio |                           |    | 2 al 18 de julio | 2 al 18 de julio | 2 al 18 de julio |  |    | 27 de julio (ida) 15 de agosto (vuelta) | 27 de julio (ida) 15 de agosto (vuelta) | 27 de julio (ida) 15 de agosto (vuelta) | 27 de julio (ida) 15 de agosto (vuelta) | 27 de julio (ida) 15 de agosto (vuelta) |  |
|  |                           |                           |                           |                           |    |                  |                  |                  |  |    |                                         |                                         |                                         |                                         |                                         |  |
|  |                           |                           |                           |                           |    |                  |                  |                  |  |    |                                         |                                         |                                         |                                         |                                         |  |
|  | 28                        | Rangers                   | 1                         |                           |    |                  |                  |                  |  |    |                                         |                                         |                                         |                                         |                                         |  |
|  | 28                        | Rangers                   | 1                         |                           |    |                  |                  |                  |  |    |                                         |                                         |                                         |                                         |                                         |  |
|  | —                         | Comunal Cabrero           | 0                         |                           |    |                  |                  |                  |  |    |                                         |                                         |                                         |                                         |                                         |  |
|  | —                         | Comunal Cabrero           | 0                         |                           | 28 | Rangers          | 0                |                  |  |    |                                         |                                         |                                         |                                         |                                         |  |
|  |                           |                           |                           |                           | 28 | Rangers          | 0                |                  |  |    |                                         |                                         |                                         |                                         |                                         |  |
|  |                           |                           | 17                        | Universidad de Concepción | 2  |                  |                  |                  |  |    |                                         |                                         |                                         |                                         |                                         |  |
|  | 17                        | Universidad de Concepción | 17                        | Universidad de Concepción | 2  | 1                |                  |                  |  |    |                                         |                                         |                                         |                                         |                                         |  |
|  | 17                        | Universidad de Concepción |                           |                           |    |                  |                  |                  |  |    |                                         |                                         |                                         |                                         |                                         |  |
|  | 33                        | Fernández Vial            | 0                         |                           |    |                  |                  |                  |  |    |                                         |                                         |                                         |                                         |                                         |  |
|  | 33                        | Fernández Vial            | 0                         |                           |    |                  |                  |                  |  | 17 | Universidad de Concepción               | 3                                       | 1                                       | 4                                       |                                         |  |
|  |                           |                           |                           |                           |    |                  |                  |                  |  | 17 | Universidad de Concepción               | 3                                       | 1                                       | 4                                       |                                         |  |
|  |                           |                           | 19                        | Deportes Temuco           | 0  | 2                | 2                |                  |  |    |                                         |                                         |                                         |                                         |                                         |  |
|  | 4                         | Huachipato                | 19                        | Deportes Temuco           | 0  | 2                | 2                | 2 (3)            |  |    |                                         |                                         |                                         |                                         |                                         |  |
|  | 4                         | Huachipato                |                           |                           |    |                  |                  | 2 (3)            |  |    |                                         |                                         |                                         |                                         |                                         |  |
|  | 19                        | Deportes Temuco           | 2 (4)                     |                           |    |                  |                  |                  |  |    |                                         |                                         |                                         |                                         |                                         |  |
|  | 19                        | Deportes Temuco           | 2 (4)                     |                           | 19 | Deportes Temuco  | 3                |                  |  |    |                                         |                                         |                                         |                                         |                                         |  |
|  |                           |                           |                           |                           | 19 | Deportes Temuco  | 3                |                  |  |    |                                         |                                         |                                         |                                         |                                         |  |
|  |                           |                           | 27                        | Deportes Puerto Montt     | 0  |                  |                  |                  |  |    |                                         |                                         |                                         |                                         |                                         |  |
|  | 27                        | Deportes Puerto Montt     | 27                        | Deportes Puerto Montt     | 0  | 1                |                  |                  |  |    |                                         |                                         |                                         |                                         |                                         |  |
|  | 27                        | Deportes Puerto Montt     |                           |                           |    |                  |                  |                  |  |    |                                         |                                         |                                         |                                         |                                         |  |
|  | 55                        | Provincial Osorno         | 0                         |                           |    |                  |                  |                  |  |    |                                         |                                         |                                         |                                         |                                         |  |
|  | 55                        | Provincial Osorno         | 0                         |                           |    |                  |                  |                  |  |    |                                         |                                         |                                         |                                         |                                         |  |
|  |                           |                           |                           |                           |    |                  |                  |                  |  |    |                                         |                                         |                                         |                                         |                                         |  |

El equipo con el menor número de orden es el que definirá la serie como local.
|                                            |
| Bandera de la Región del Biobío            |
| Ganador Zona Sur Universidad de Concepción |

## Fase Nacional
El equipo que se corona campeón de este torneo, clasificaba automáticamente como «Chile 4» a la Copa Libertadores 2024, como señala las bases del torneo, pero debido a que Colo-Colo clasificó al torneo de La Gloria Eterna, mediante el torneo de la Primera División (3° lugar) y que Magallanes, descendió de categoría en ese mismo torneo, la tabla del Torneo Nacional 2023 se movió una plaza, quedando el cupo de «Chile 4» para Palestino, que terminó en el 4° lugar del torneo de la Primera División.
| \| \| Semifinal \| Semifinal \| Semifinal \| Semifinal \| Semifinal \| \| \| Final \| Final \| Final \| \| \| \| \| \| \| \| \| \| \| \| \| \| \| \| \| \| \| \| \| \| \| \| \| \| \| \| \| \| 12 \| Cobreloa \| 2 \| 0 \| 2 \| \| \| \| \| \| \| \| \| 12 \| Cobreloa \| 2 \| 0 \| 2 \| \| \| \| \| \| \| \| \| 1 \| Colo-Colo \| 2 \| 1 \| 3 \| \| \| \| \| \| \| \| \| 1 \| Colo-Colo \| 2 \| 1 \| 3 \| \| Colo-Colo \| Colo-Colo \| 3 \| \| \| \| \| \| \| \| \| \| \| Colo-Colo \| Colo-Colo \| 3 \| \| \| \| \| \| \| Magallanes \| Magallanes \| 1 \| \| \| \| \| \| \| \| \| 5 \| Magallanes \| Magallanes \| Magallanes \| 1 \| 3 \| 1 \| 4 \| \| \| \| \| \| 5 \| Magallanes \| \| \| \| 3 \| 1 \| 4 \| \| \| \| \| \| 17 \| Universidad de Concepción \| 1 \| 2 \| 3 \| \| \| \| \| \| \| \| \| 17 \| Universidad de Concepción \| 1 \| 2 \| 3 \| \| \| \| \| \| \| \| \| \| \| \| \| \| \| \| \| \| \| \| El equipo con el menor número de orden es el que definirá la serie como local. |           |                           |            |            |           |   |           |           |       |       |  |
| | Semifinal | Semifinal                 | Semifinal  | Semifinal  | Semifinal |   |           | Final     | Final | Final |  |
| |           |                           |            |            |           |   |           |           |       |       |  |
| |           |                           |            |            |           |   |           |           |       |       |  |
| | 12        | Cobreloa                  | 2          | 0          | 2         |   |           |           |       |       |  |
| | 12        | Cobreloa                  | 2          | 0          | 2         |   |           |           |       |       |  |
| | 1         | Colo-Colo                 | 2          | 1          | 3         |   |           |           |       |       |  |
| | 1         | Colo-Colo                 | 2          | 1          | 3         |   | Colo-Colo | Colo-Colo | 3     |       |  |
| |           |                           |            |            |           |   | Colo-Colo | Colo-Colo | 3     |       |  |
| |           |                           | Magallanes | Magallanes | 1         |   |           |           |       |       |  |
| | 5         | Magallanes                | Magallanes | Magallanes | 1         | 3 | 1         | 4         |       |       |  |
| | 5         | Magallanes                |            |            |           | 3 | 1         | 4         |       |       |  |
| | 17        | Universidad de Concepción | 1          | 2          | 3         |   |           |           |       |       |  |
| | 17        | Universidad de Concepción | 1          | 2          | 3         |   |           |           |       |       |  |
| |           |                           |            |            |           |   |           |           |       |       |  |

## Campeón
| Copa Chile            |
|                       |
| Colo-Colo 14.º título |

## Estadísticas

### Goleadores
| Jugador             | Equipo              | Goles | Part. | Prom. |
| ------------------- | ------------------- | ----- | ----- | ----- |
| Rodrigo Auzmendi    | San Marcos de Arica | 5     | 3     | 1.67  |
| Carlos Palacios     | Colo-Colo           | 5     | 6     | 0.83  |
| Sebastián Sáez      | Everton             | 4     | 3     | 1.33  |
| Leonardo Valencia   | Cobresal            | 4     | 5     | 0.8   |
| Luis Miguel Acevedo | Deportes Temuco     | 4     | 5     | 0.8   |